# Շ
La Շ, minuscolo շ, è la ventitreesima lettera dell'alfabeto armeno. Il suo nome è շա, ša (armeno: [ʃɑ]).
Rappresenta la consonante fricativa postalveolare sorda [ʃ].

## Codici
- Unicode:
  - Maiuscola Շ : U+0547
  - Minuscola շ : U+0577